# Stand News
Stand News (chinesisch 立場新聞 / 立场新闻, Pinyin Lìchǎng Xīnwén, Jyutping laap6 coeng4 san1 man4) war ein non-profit-Nachrichtenportal in Hongkong, das von 2014 bis 2021 Nachrichten publizierte. Sein Schwerpunkt lag dabei auf politischen und gesellschaftlichen Fragen in Hongkong. Stand News stand dem Pro-Demokratie-Lager nahe. Im August 2024 wurden die ehemaligen Chefredakteure wegen Hochverrat verurteilt. Dies war der erste Hochverratsprozess gegen Journalisten seit 1997.

## Geschichte
Stand News wurde 2014 nach der Schließung von House News als deren Nachfolger gegründet. An der Gründung beteiligten sich der ehemalige House-News-Gründer Tony Tsoi sowie andere Journalisten der Redaktion. Das Nachrichtenportal gehörte der dafür gegründeten Treuhandgesellschaft Best Pencil Ltd.
2018 reichte der ehemalige Chief Executive von Hongkong, Leung Chun-ying, eine Verleumdungsklage gegen Stand News ein, weil diese ihn mit Triaden assoziiert hätten. Stand News hatte berichtet, dass sich Mitarbeiter von Leung mit mutmaßlichen Triadenmitgliedern zum Essen getroffen hatten. Stand News weigerte sich den Artikel zurückzuziehen, räumte aber Leung die Möglichkeit ein, auf ihrer Webseite eine Replik zu schreiben.
Während der Proteste in Hongkong 2019 kam es am 21. Juli zu dem Angriff durch einen Mob in der MRT Station Yuen Long, bei dem eine Gruppe in weiß gekleideter Männer Demonstranten und Passanten angriffen. Als die Stand News Journalistin Gwyneth Ho den Vorfall filmte, wurde sie mit Stöcken angegriffen und musste ins Krankenhaus gebracht werden. Stand News Journalisten wurden mehrmals während der Proteste von der Polizei in ihrer Berichterstattung behindert. So wurden im Dezember Journalisten, die über eine Schießerei berichteten, von der Polizei mit Pfefferspray angegriffen und ihre Handys zerstört. Der Journalistenverband von Hongkong verurteilte das.
2021 war Stand News bei der Publikation der Pandora Papers involviert. Im gleichen Jahr wurde Stand News von Reporter ohne Grenzen für ihren Freedom Prize nominiert.
Nach der Einführung des neuen Gesetzes zur Nationalen Sicherheit in Hongkong stoppten viele unabhängige Journalisten ihre Berichterstattung. Am 29. Dezember 2021 wurden die Büros von Stand News von der Polizei gestürmt und mehrere Journalisten sowie der Chefredakteur verhaftet und wegen Hochverrats angeklagt. Daraufhin löste sich Stand News auf. Am 29. August 2024 wurden die ehemaligen Chefredakteure Chung Pui-kuen und Patrick Lam wegen Hochverrats verurteilt. Dies war die erste Hochverratsverurteilung von Journalisten in Hongkong seit der Übergabe an China 1997.